# Pseudostenophylax sparsus
Pseudostenophylax sparsus är en nattsländeart som först beskrevs av Banks 1908.  Pseudostenophylax sparsus ingår i släktet Pseudostenophylax och familjen husmasknattsländor. Utöver nominatformen finns också underarten P. s. uniformis.